# Tuanbei (köpinghuvudort i Kina, Hubei Sheng, lat 30,73, long 115,23)
Tuanbei (kinesiska: Tuanbei Zhen, 团陂镇) är en köpinghuvudort i Kina. Den ligger i provinsen Hubei, i den centrala delen av landet, omkring 92 kilometer öster om provinshuvudstaden Wuhan. Antalet invånare är 78 925. Befolkningen består av 38 546 kvinnor och 40 379 män. Barn under 15 år utgör 15,0 %, vuxna 15-64 år 74 %, och äldre över 65 år 9,0 %.
Runt Tuanbei är det tätbefolkat, med 550 invånare per kvadratkilometer. Närmaste större samhälle är Fengshan, 17,0 km öster om Tuanbei. Trakten runt Tuanbei består till största delen av jordbruksmark.
Genomsnittlig årsnederbörd är 1 868 millimeter. Den regnigaste månaden är juli, med i genomsnitt 305 mm nederbörd, och den torraste är januari, med 48 mm nederbörd.